# Christoph 29
Christoph 29 ist der Funkrufname eines Zivilschutz-Hubschraubers des Bundesministerium des Innern, der für die Luftrettung in der Freien und Hansestadt Hamburg zur Verfügung gestellt wurde. Er wird von Piloten der Bundespolizei-Fliegerstaffel Fuhlendorf geflogen. Der Hubschrauber vom Typ Eurocopter EC 135 ist am Bundeswehrkrankenhaus Hamburg stationiert.

## Geschichte
Erstmals wurde am 16. Juli 1973, unter anderem auf Initiative des früheren Hamburger Innensenators Helmut Schmidt, ein Rettungshubschrauber von der Bundeswehr mit dem Rufnamen Florian Hamburg Rettungshubschrauber für den zivilen Rettungsdienst in Dienst gestellt. Später wurde der Rufname in SAR Hamburg 71 geändert. Mit der Übernahme des Hubschraubers durch die Bundespolizei am 19. Januar 2006 wurde der Funkrufname in Christoph 29 umgestellt.
Bis zur Übernahme des Flugbetriebes durch die Bundespolizei im Januar 2006 flog die Bundeswehr am Standort Hamburg einen Hubschrauber des Modells Bell UH-1D – deutlich erkennbar an der oliven Grundierung mit den charakteristischen orange lackierten Schiebetüren. Von Angehörigen des Bundeswehrkrankenhauses Hamburg bekam dieser Hubschrauber den Spitznamen „Anneliese“. Die als SAR Hamburg 71 eingesetzte Maschine gehörte zum Bestand des Lufttransportgeschwaders 63 in Hohn – von dort wurden auch die u. a. während Wartungsphasen benötigten Ersatzmaschinen gestellt.

## Unfall 2002
Am 14. März 2002 befand sich der damalige SAR71-1 der Bundeswehr um 9:22 Uhr auf dem Weg zu einem Einsatz. Nach dem Abbruch durch die Rettungsleitstelle leitete der Pilot ein Umkehrmanöver ein, bei dem er in einen nahezu vertikalen Steigflug überging und das Luftfahrzeug vollständig die Fluggeschwindigkeit verlor. Durch den anschließenden Sinkflug kam es zu einem Einschlag der Hauptrotorblätter in Teile der Luftfahrzeugzelle, wodurch der Hubschrauber über Hamburg-Langenhorn abstürzte. Alle fünf Besatzungsmitglieder kamen ums Leben.
Bei der Obduktion des Piloten wurde eine Blutalkoholkonzentration von 1,5 Promille festgestellt. Technische Ursachen oder ein Fehlverhalten Dritter konnten nicht gefunden werden. Die anfängliche Verschwiegenheit der Bundeswehr löste mediale Kritik und Zweifel an der Unfallursache aus. Für den Unfall war jedoch nach Überzeugung der Behörden allein die Alkoholisierung des Piloten ursächlich.

## Einsatzzahlen
Jährlich fliegt Christoph 29 um die 1.800 Einsätze und belegt damit unter den Rettungshubschraubern der 12 Luftrettungszentren des Bundesamtes für Bevölkerungsschutz und Katastrophenhilfe einen vorderen Platz (Stand: 2013). 2013 absolvierte der bundesweit einzige ausschließlich von behördlichen Institutionen besetzte zivile Rettungshubschrauber 1.858 Einsätze.
| Jahr | Einsatzzahl |
| ---- | ----------- |
| 2006 | 2058        |
| 2007 | 2066        |
| 2008 | 2605        |
| 2009 | 2404        |
| 2010 | 1910        |
| 2011 | 1986        |
| 2012 | 1941        |
| 2013 | 1858        |
| 2014 | 1716        |
| 2015 | 1925        |
| 2016 | 1677        |
| 2017 | 1629        |
| 2018 | 1597        |
| 2019 | 1704        |
| 2020 | 1651        |

## Förderverein
2009 wurde der Förderverein Luftrettungszentrum Christoph 29 Hamburg e. V. gegründet. Er verfolgt das Ziel, das Rettungszentrum des Bundeswehrkrankenhauses Hamburg, u. a. mit dem Zivilschutz-Hubschrauber Christoph 29, mit Spenden zu unterstützen.

## Fernsehserie
Der bis 2006 eingesetzte Hubschrauber Bell UH-1D erlangte durch die ZDF-Serie Die Rettungsflieger bundesweite Bekanntheit.

## Bilder

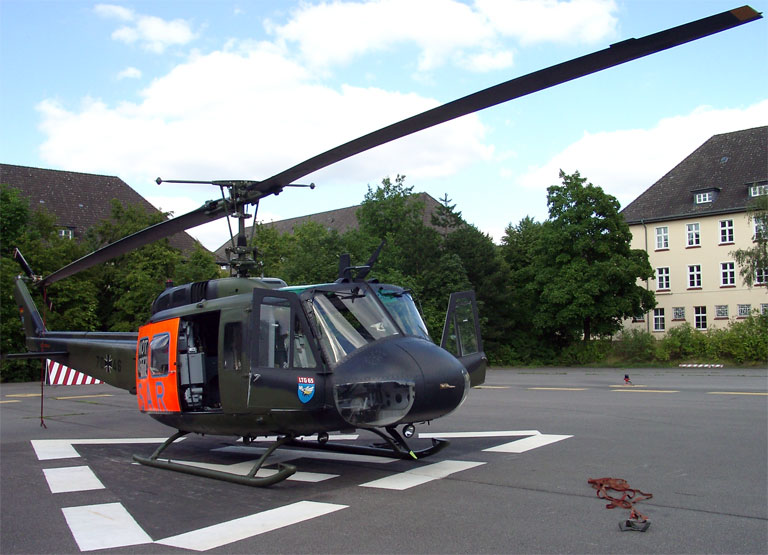
SAR HH 71 (2004)
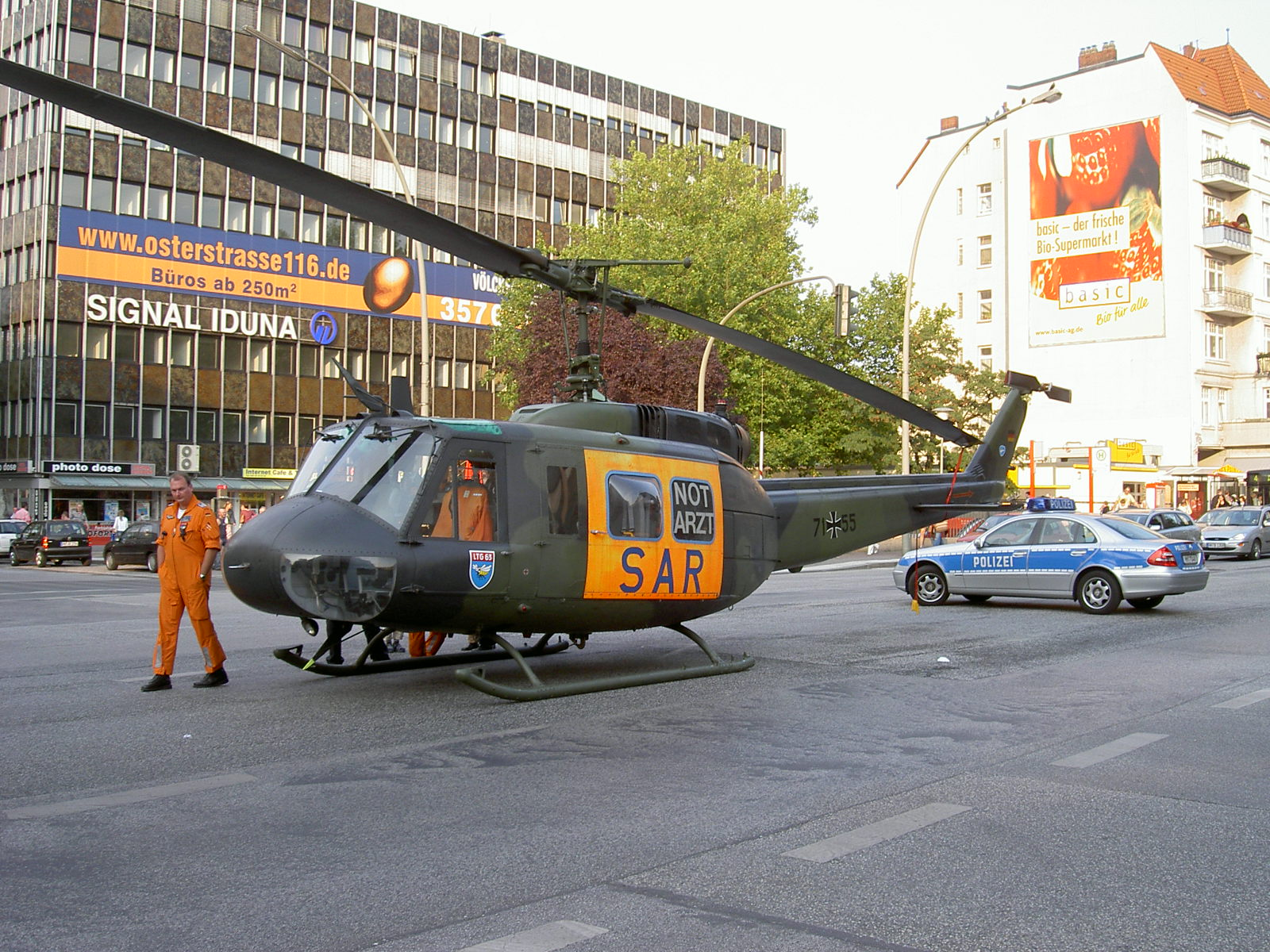
SAR HH 71 (2005)
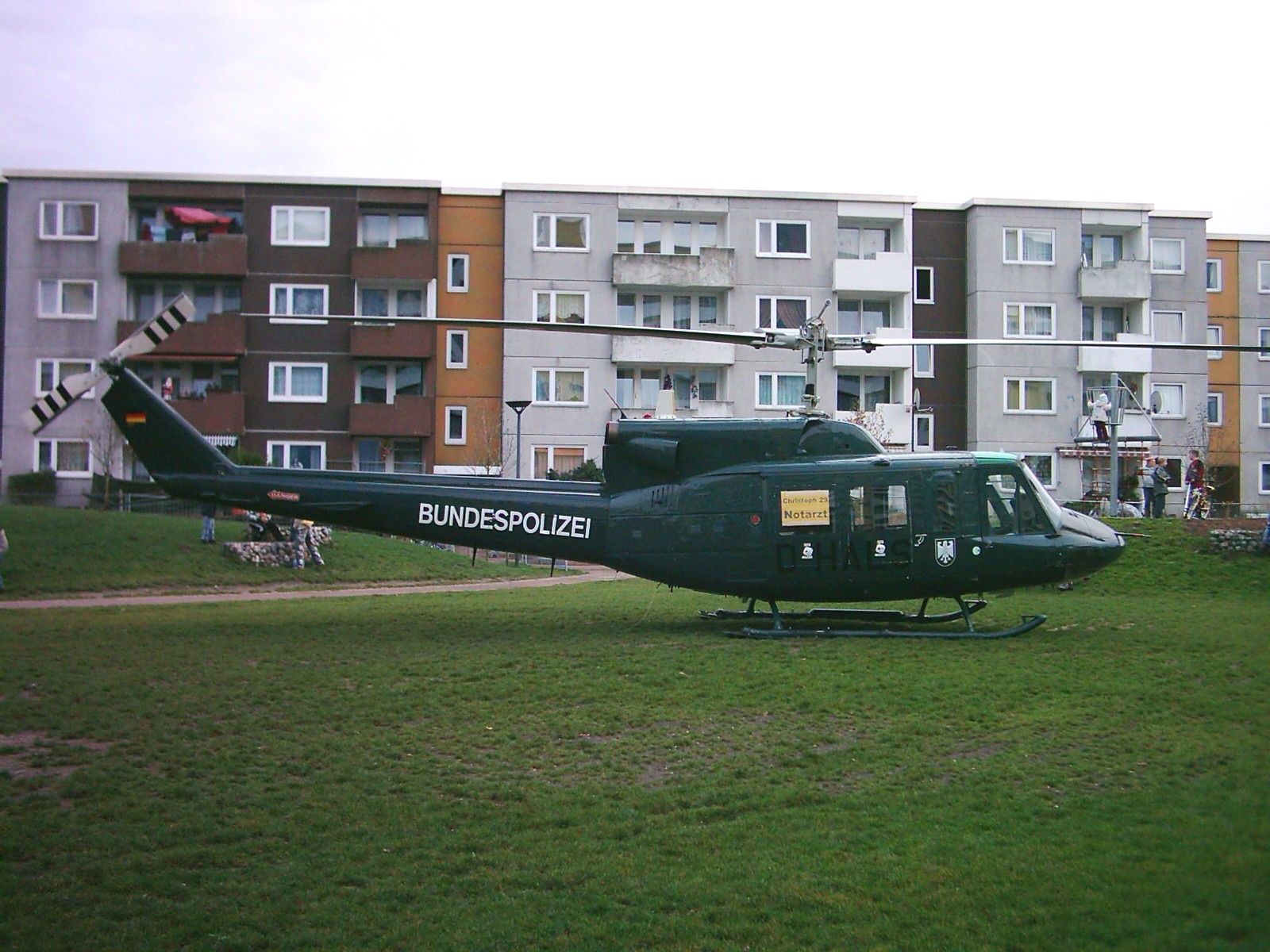
Christoph 29 (2006)